# Thymus bermius
Thymus bermius là một loài thực vật có hoa trong họ Hoa môi. Loài này được Ronniger miêu tả khoa học đầu tiên năm 1939.